# Попович, Ана
Ана Попович (серб. Ана Поповић/Ana Popović; 13 мая 1976, Белград, Югославия) — сербская и американская блюзовая певица и гитаристка, автор песен. Номинантка Blues Music Awards в номинациях «Лучший дебют» (2003), «Альбом современного блюза» (2012), «Исполнительница современного блюза» (2012, 2014, 2017), «DVD» (2012), «Исполнитель блюз-рока» (2021, 2022, 2024), «Альбом блюз-рока» (2024).

## Биография
Ана Попович родилась в 1976 году в Белграде. Её отец Милтон Попович, по профессии художник-график и гитарист-любитель познакомил её с блюзом. Как вспоминала сама Ана: «С трёх лет я слушала Хаулина Вулфа, Элмора Джеймса, Роберта Джонсона, Би Би Кинга, Альберта Кинга, Джими Хендрикса и Стиви Рэя Вона». Она начала осваивать гитару в 15-летнем возрасте. В 1995 году в Белграде она сформировала группу Hush с Раде Поповичем (гитара, вокал), Миланом Саричем (бас-гитара) и Бояном Ивковичем (ударные). В основном группа исполняла ритм-н-блюз, но также включала в своё звучание элементы фанка и соула. Впервые группа выступила в клубе Vox в Белграде. Уже в 1996 году Hush выступали по всей Сербии, а также побывали на гастролях в Греции. После выступления на фестивале блюза Marsoni в Сенте, Hush получили приглашение выступить на Пятом международном фестивале блюза, джаза, рока и гастрономии в Венгрии. Часть выступления группы была выпущена на концертном альбоме, в который вошли записи с фестиваля. В 1998 году группа Hush дала более 100 концертов, играя в блюзовых клубах и на блюзовых фестивалях и в том же году они выпустили свой дебютный альбом Hometown на лейбле PGP-RTS. После школы пошла по стопам отца, училась в Белградском университете на художника-графика. В 1998 году Ана Попович уехала в Нидерланды, поступила в художественную школу в Утрехте, но одновременно подала документы в консерваторию на класс джазовой гитары, и группа Hush распалась. 
В 1999 году певица сформировала группу Ana Popović Band в Нидерландах. Вскоре группа давала до 100 концертов в год в Голландии, Германии и Югославии, часто появляясь на телевидении. В 2000 году группа записалась на трибьют-альбоме Джими Хендриксу Blue Haze: Songs of Jimi Hendrix с кавером на песню «Belly Button Window». На том же альбоме свои кавер-версии представили в частности такие музыканты, как Эрик Бёрдон, Тадж Махал, Бадди Майлз, Double Trouble и Эрик Гейлс. В 2001 году Ана Попович выпустила свой сольный дебютный альбом Hush! на немецком лейбле Ruf Records. Альбом был записан в Мемфисе с участниками группы Ana Popović Band, а также студийными музыкантами домашней группы студии. Его продюсировал Джим Гейнс, в послужном списке которого были альбомы таких музыкантов, как Карлос Сантан, Джон Ли Хукер и Алексис Корнер. В качестве гостя на альбоме записался Бернард Эллисон. Альбом имел большой успех, с этим альбомом в 2003 году Ана Попович была номинирована на Blues Music Awards в номинации «Лучший дебют», став первым европейским исполнителем в истории премии, получившим эту номинацию. Ана Попович оставила обучение в консерватории+ и посвятила себя выступлениям. 
В 2003 году Попович выпустила свой второй альбом Comfort to the Soul. Альбом, вновь записанный в Мемфисе и вновь с Гейнсом, представлял собой сплав блюза, рока, соула и джаза. В том же году на фестивале ритм-энд-блюза в Бельгии она была приглашена Соломоном Бёрком присоединиться к нему на сцене, а после этого Ана Попович присоединилась к Бёрку до конца тура в качестве гостя.  В 2005 году Попович выпустила концертный альбом и DVD под названием Ana! Live in Amsterdam , записанный 30 января 2005 года на ее концерте в амстердамском клубе Melkweg. В 2007 году Попович выпустила альбом Still Making History на американском лейбле Eclecto Groove Records, и затем на том же лейбле последовали альбомы Blind for Love (2009) и Unconditional (2011) на том же лейбле. Все альбомы попали в чарты Billlboard Blues Albums. В 2012 году получила три номинации Blues Music Awards - за альбом Unconditional как лучший альбом современного блюза, за DVD An Evening at Trasimeno Lake Ana Popovic и сама как лучшая женщина-исполнительница современного блюза. В том же году Ана Попович создала собственный лейбл ArtisteXclusive Records. 
В 2012 году Ана Попович перебралась в США, сначала поселившись в Мемфисе, Теннесси, затем через четыре года переехав в Лос-Анджелес. Девятый альбом Попович Can You Stand the Heat был выпущен в апреле 2013 года на лейбле ArtisteXclusive Records. В 2015 году, отдавая дань отцу, она выпустила совместный с ним альбом Blue Room. В альбом вошли кавер-версии их семейных джемов и кавер-версии песен звёзд первого поколения Роберта Петуэя, Виктории Спайви и Джимми Рида и песни Ван Моррисона, Иэна Андерсона, Джона Леннона и Тони Джо Уайта. В 2016 году вышел тройной альбом Trilogy, гостями на котором выступили Джо Бонамасса, Роберт Рэндольф, Коди Дикинсон, и даже рэпер Аль Капоне. Первый диск альбома под названием «Morning», курировавшийся Уорреном Райкером, продюсером-лауреатом Грэмми, содержал в себе «порцию олдскульного фанка и соула, а также девять новых песен». Второй диск «Midday», записанный под руководством другого обладателя премии «Грэмми», продюсера Бадди Гая Тома Хэмбриджа, сочетал в себе блюз и рок, «Это тяжёлый рок с глубоким блюзом, без каких-либо излишеств». Третий диск, «Midnight», включает семь оригинальных произведений под руководством Дельфейо Марсалиса, тромбониста и одного из самых востребованных продюсеров в джазовом мире. В альбоме представлены кавер-версии мелодий Тома Уэйтса, Дюка Эллингтона и Нэта Эддерли, и он «даёт представление о самой блюзовой форме джаза» .
Попович выпустила свой следующий студийный альбом Like It on Top 14 сентября 2018 года. Альбом был записан в Нашвилле, штат Теннесси, и спродюсирован Кебом Мо. 
В конце 2020 году у певицы был диагностирован рак груди. Она продолжала выступать с перерывами на лечение и в 2023 году вернулась с новым студийным альбомом Power, который в 2024 году номинировался на звание лучшего блюз-рокового альбома, а Ана Попович — на лучшего исполнителя блюз-рока. «В своём новом альбоме, метко названном „Power“, она добавляет фанк хрустящими гитарными риффами, складывает соул-балладу с мерцающими ритмическими переборами и взрывает чарты кричащими соло-партиями» .
Номинант French Blues Awards в номинациях «Лучший певец», «Лучший гитарист», «Лучший альбом» (все 2002), номинант Jammie Awards в номинации «Лучший альбом» (2003), лауреат Jazz a Juan Revelation Award (2004), номинант Living Blues Awards в номинациях «Лучший блюзовый DVD», «Лучший концертный исполнитель», «Лучшая исполнительница блюза», «Наиболее выдающийся музыкант (гитара)» (все 2006), номинант премии BluesWax «Блюзовый артист года» (2007), номинант British Blues Awards в номинации «Лучший заграничный артист» (2010), лауреат Blues Matters Awards в номинации «Лучший блюзовый DVD» (2011). 
В 18-летнем возрасте получила в подарок от отца реплику Fender Stratocaster 1957 года, которая с тех стала её любимой гитарой, с которой она всю карьеру выступает на концертах. Основной гитарой Аны Попович является оригинальный Stratocaster Sunburst 1964 года выпуска . Также в комплекте её гитар джазовая гитара D'Angelico, 12-струнная акустическая гитара Ovation и акустическая гитара Martin. Со специалистами Fender Ана Попович выпустила именную гитару Ana Popovic Custom Shop Stratocaster «Foggy» в цвете Foggy Mirror Chrome. Гитаристка использует педали Tube Screamer, BOSS Chorus CE-2, Dunlop Wah, Dunlop Super Badass distortion, Dunlop MXR Delay, струны Pure Blues DR 11-46 . 
Живёт в Лос-Анджелесе, замужем, сын (р. 2007) и дочь (р. 2012) .
«Её блюз-рок с элементами фанка напоминает творчество Джими Хендрикса, но с её собственным, неповторимым музыкальным стилем, который развивался на протяжении 20 лет» .
«Как и Хендрикс, она обладает всеобъемлющим подходом, в равной степени черпая вдохновение из блюза, джаза и рока» .

## Дискография
- 1998: Hometown (PGP RTS) в составе Hush
- 2001: Hush! (Ruf Records)
- 2003: Comfort to the Soul (Ruf Records)
- 2005: Ana! Live In Amsterdam (Ruf Records)
- 2007: Still Making History (Eclecto Groove Records)
- 2009: Blind for Love (Eclecto Groove Records)
- 2010: Blues Company & The Fabulous BC Horns Feat: Sax Gordon Beadle & Ana Popovic — O’Town Grooves (In-Akustik)
- 2011: Unconditional (Eclecto Groove Records)
- 2013: Can You Stand the Heat (ArtisteXclusive Records)
- 2015: Ana & Milton Popovic  — Blue Room (ArtisteXclusive Records)
- 2016: Trilogy (ArtisteXclusive Records)
- 2018: Like It On Top (BSMF Records)
- 2020: Live for LIVE (ArtisteXclusive Records)
- 2023: Power (ArtisteXclusive Records)